# Gazprom
Gazprom (Газпром, no alfabeto cirílico) é uma empresa de energia da Rússia, a maior do país, e também a maior exportadora de gás natural do mundo, o que lhe confere a décima quinta posição no ranking das maiores empresas mundiais (Forbes, 2011). Foi fundada em 1989 e é atualmente controlada pelo estado russo, com parte das ações privatizada. A empresa tem 432 mil empregados e vendas anuais de 31 bilhões de dólares (2004). Seu valor de mercado, 172,9 bilhões de dólares (est. abril 2011), a posiciona como a terceira maior corporação do mundo. Em 2009, a empresa controlava 15% das reservas mundiais de gás e uma considerável quantidade das reservas de petróleo. A pesquisa de 2019 indica que a Gazprom, com 43,23 bilhões de toneladas de CO2 equivalente desde 1965, foi a terceira empresa de emissões mais altas do mundo durante esse período. A receita da empresa na Rússia em 2023 foi de US.62,5 milhões.
Seis por cento da companhia é de propriedade de firmas alemãs.
A Gazprom exporta 160 bilhões de metros cúbicos de gás natural para a Europa através de gasodutos na Ucrânia e Bielorrússia. A empresa fornece 60% do gás natural da Áustria,  35% da Alemanha e 20% da França. A Gazprom também fornece uma eminente quantidade de gás natural a vários outros países, como Estónia,  Finlândia e Lituânia.
Suas operações fora da Federação Russa são da responsabilidade da Gazprom International (Gazprom EP International B.V.), subsidiária detida em 100% da PAO Gazprom fundada em 2007. Opera em exclusivo os projectos da petrolífera na prospecção, exploração e desenvolvimento de depósitos de hidrocarbonetos internacionalmente. Está sediada em Amesterdão, Países Baixos e é liderada por Valeriy Gulev, na figura de director-geral.

## Dados Gerais
- 93% do gás natural da Rússia (2004)
- reservas de gás: 28,800 km³: 16% das reservas mundiais de gás natural (2004)
- depois  de adquirir Sibneft 116 milhões de toneladas de gás natural e petróleo: terceiro produtor de petróleo e gás do mundo, apenas atrás da Arábia Saudita (263 milhões de toneladas) e do Irã(o) (133 milhões de toneladas)
- funcionários: 330 000 (maior empregador da Rússia)
- accionistas: mais de 460 000
- mais longo gasoduto do mundo: 150 000 km de tubulações de gás natural com 179 travessias que fornecem gás a 80.000 localidades na Rússia através de uma rede de tubulações de 428 000 km.